# Staatsieportret

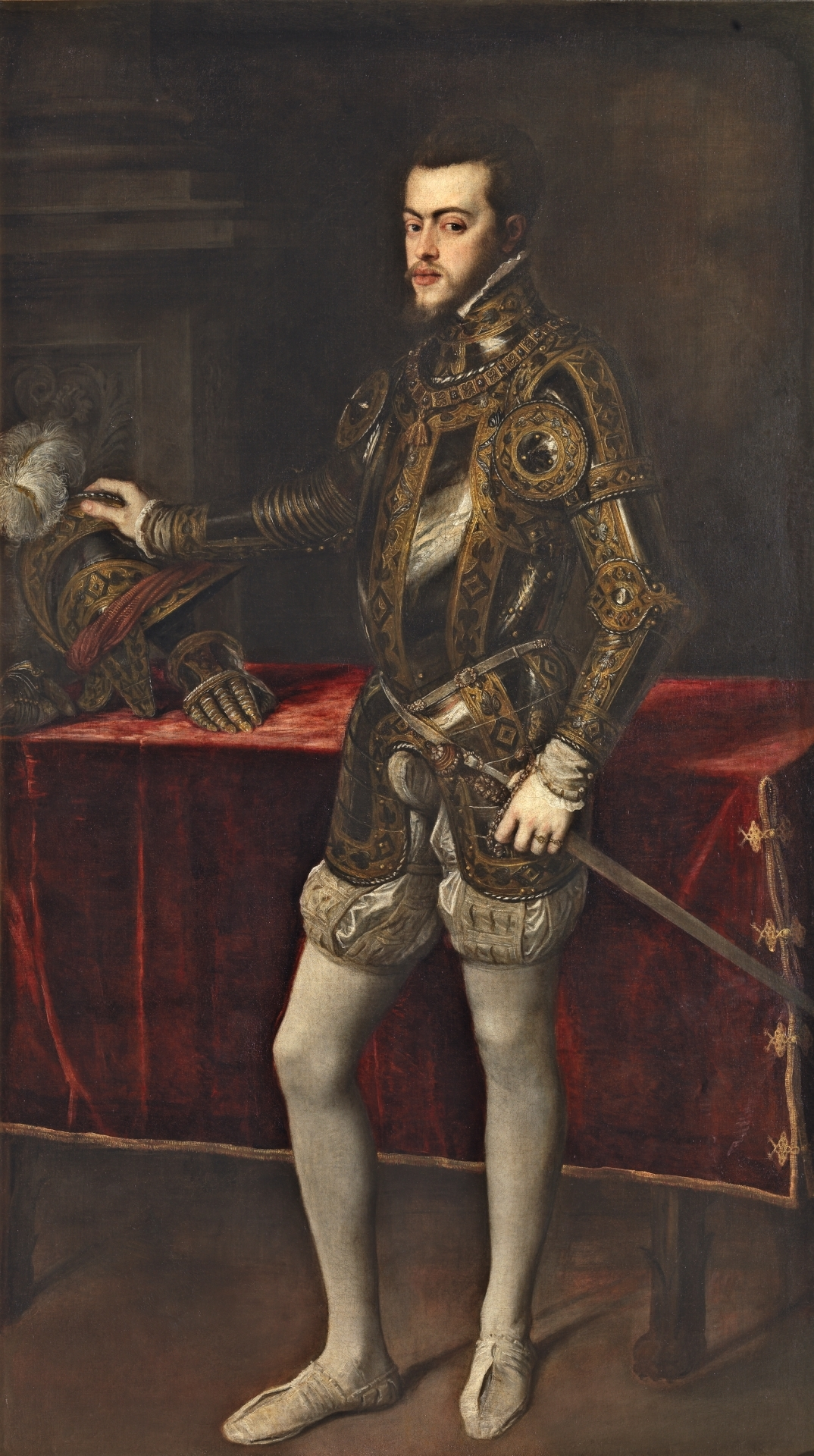
Titiaan, portret van koning Filips II, 1551

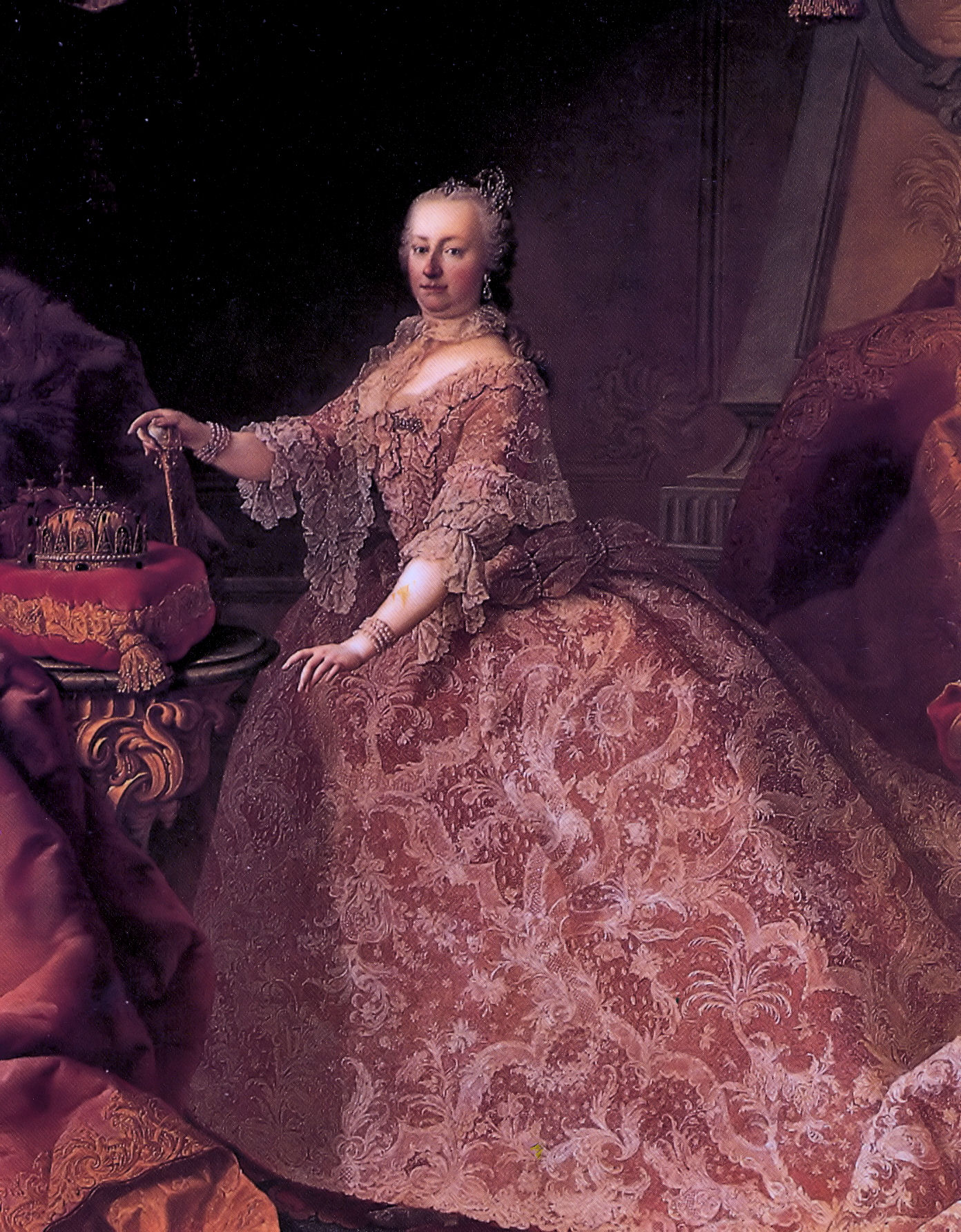
Keizerin Maria Theresia geschilderd door Martin van Meytens, 1752-53

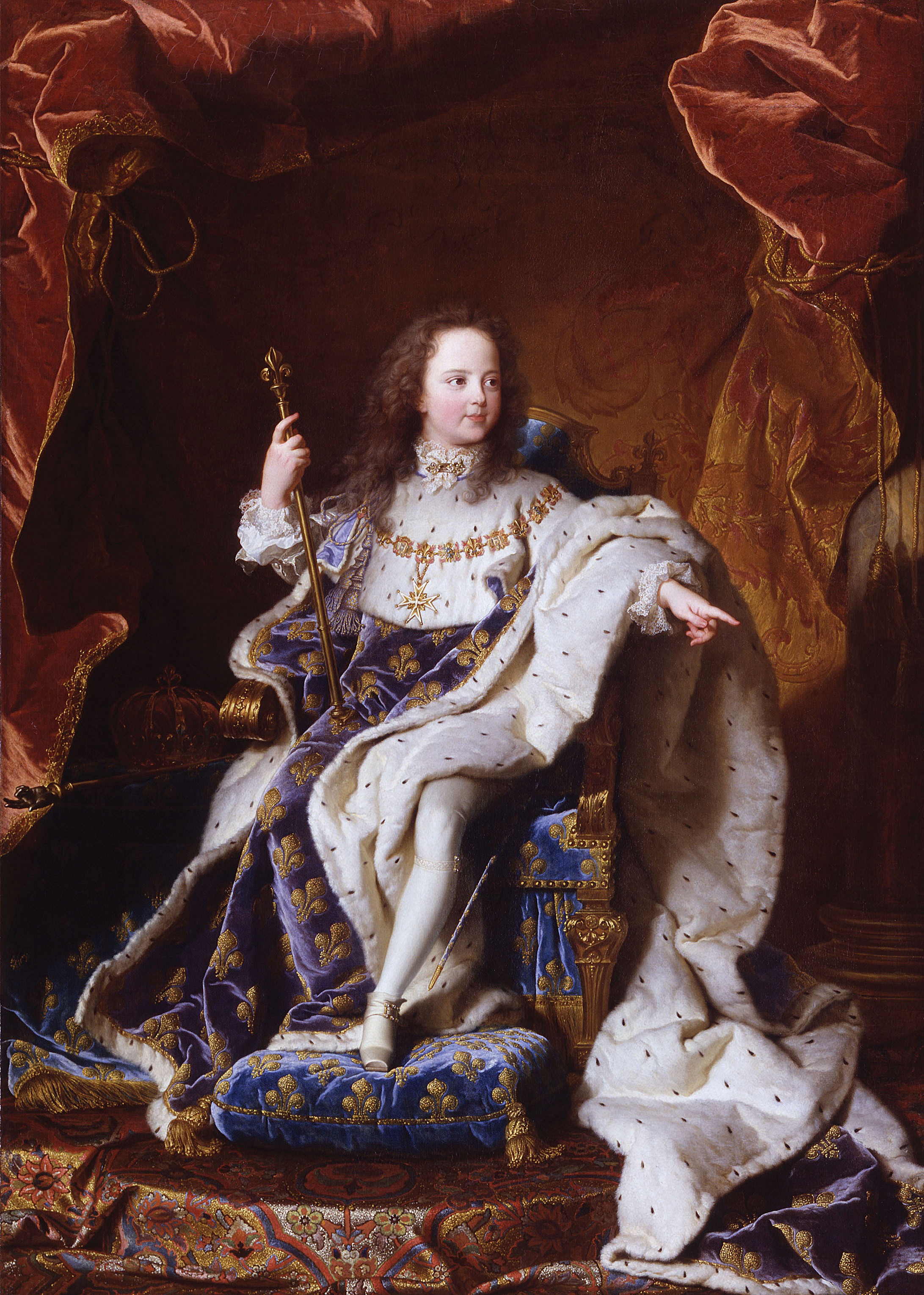
Hyacinthe Rigaud: Lodewijk XV als kind, 1715

Een staatsieportret is een plechtig portret van een persoon in functie, vaak een hoogwaardigheidsbekleder (maar niet noodzakelijk) en vaak met bijbehorende tekenen van die macht en waardigheid.
Staatsie is waarschijnlijk een versmelting van het aan het Frans ontleende stage ('verhoging'), en staat in de betekenis 'vertoon', 'praal', 'pracht', 'luister'.Een staatsieportet kan, hoewel minder gebruikelijk, ook een object uitbeelden.
Staatsieportretten kunnen worden geschilderd, getekend of gefotografeerd; de persoon die wordt afgebeeld neemt hiervoor een houding aan die gezag uitstraalt of door symboliek tot uitdrukking brengt, bijvoorbeeld met regalia, eretekens of triumphalia.
Het portret wordt meestal vervaardigd door een bekend vakman. Vroeger waren de hofschilders belast met het vervaardigen van een staatsieportret, vandaag de dag zijn het vaak ook erkende fotografen die deze eer te beurt valt.
Vroeger kon zo een portret worden geschonken als dank of bij een familiegelegenheid (bijvoorbeeld een huwelijk). Zo poseerde koningin Astrid voor een officieel portret, waarop ze een diadeem droeg dat ze van het Belgische volk had verkregen.
In België is het niet wettelijk verplicht voor alle openbare gebouwen een staatsieportret te hebben van het vorstenpaar, toch wordt dit traditiegetrouw op veel plaatsen gedaan. Sinds begin 2007 bestaan er wel initiatieven om de staatsieportretten in gemeentelijke vergaderzalen te weren.

## Schilderkunst
Eén van de eerste geschilderde werken die als staatsieportret kunnen worden aangemerkt was Keizer Karel V ten voeten uit van de hand van Jakob Seisenegger uit 1532. Dit werk werd gekopieerd door Titiaan in 1533. Het prototype van een staatsieportret werd Titiaans portret van koning Filips Ii ten voeten uit uit 1551, dat eeuwenlang aan de Europese hoven diende als de standaard voor staatsieportretten. Het werd gebruikt als voorbeeld voor portretten van onder andere Napoleon Bonaparte door Jacques-Louis David en van George Washington door Gilbert Stuart.
Keizerin Maria Theresia schonk de stad Brugge een groot portret van zichzelf. Ze droeg daarop een kanten kleed dat de Bruggelingen hadden vervaardigd; als erkentelijkheid poseerde ze voor Martin van Meytens om een portret te laten vervaardigen.
Voor de uitvinding van de fotografie was het voor vele mensen alleen mogelijk om een afbeelding van de monarch te zien op openbare plaatsen waar een staatsieportret hing.

## Bekende hofschilders
- Antoon van Dyck: koning Karel I van Engeland
- Hans Holbein de Jongere: koning Hendrik VIII van Engeland
- Martin van Meytens: keizerin Maria Theresia
- Antoine Pesne: koning Frederik de Grote
- Hyacinthe Rigaud: koning Lodewijk XIV van Frankrijk
- Peter Paul Rubens: aartshertog Albrecht van Oostenrijk
- Titiaan: Keizer Karel V en koning Filips Ii
- Diego Velázquez: koning Filips III van Spanje, Filips IV van Spanje
- Élisabeth Vigée-Le Brun: Marie Antoinette
- Franz Xaver Winterhalter: keizerin Elisabeth van Oostenrijk en keizerin Eugénie van Frankrijk

## Bekende hoffotografen
- Lord Snowdon - Britse hof
- Cecil Beaton - Britse hof
- Steen Evald - Deense hof
- Paul Huf: Koninklijk Huis (Koninkrijk der Nederlanden)
- Max Koot - Nederlands koninklijk huis
- Annie Leibovitz - Britse hof
- Vincent Mentzel: Koninklijk Huis (Koninkrijk der Nederlanden)